# Ussimäe
Ussimäe är en ort i Estland. Den ligger i Sõmeru kommun och landskapet Lääne-Virumaa, i den centrala delen av landet, 90 km öster om huvudstaden Tallinn. Ussimäe ligger 80 meter över havet och antalet invånare är 216.
Terrängen runt Ussimäe är platt. Runt Ussimäe är det glesbefolkat, med 11 invånare per kvadratkilometer. Närmaste större samhälle är Rakvere, 1,5 km väster om Ussimäe. Omgivningarna runt Ussimäe är en mosaik av jordbruksmark och naturlig växtlighet.